# برای این خون بریز
برای این خون بریز (به انگلیسی: Bleed for This) فیلمی محصول سال ۲۰۱۶ و به کارگردانی بن یانگر است. در این فیلم بازیگرانی همچون مایلز تلر، آرون اکهارت، کیتی سیگال، کیران هایندز، تد لواین و کریستین اوانجلیستا ایفای نقش کرده‌اند.